# Carniça

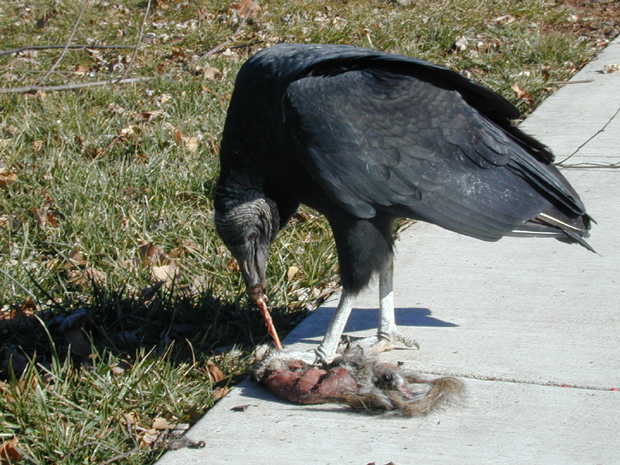
Um urubu-de-cabeça-preta alimentando-se da carniça de um esquilo

Carniça (do latim carnitia) é a carcaça de um animal morto — seja por causas naturais, acidentais ou por ação predatória de outros animais que, posteriormente, o abandonaram. A carniça é uma importante fonte de comida para grandes carnívoros e omnívoros em muitos ecossistemas. 
Os comedores primários de carniça são denominados necrófagos, como as hienas, abutres e diabos-da-tasmânia. Os detritívoros também atuam como parte do processo, embora sua alimentação não se restrinja a carcaças. Muitos invertebrados, como vermes, besouros (da família Silphidae), também comem carniça e têm um importante papel na reciclagem de restos orgânicos animais.
O mau cheiro causado pelo apodrecimento da carne do animal deve-se à decomposição da matéria orgânica e ao metabolismo das bactérias que dela se alimentam. 